# Gunja-dong, Siheung
Gunja-dong (koreanska: 군자동) är en stadsdel i staden Siheung i provinsen Gyeonggi i Sydkorea, 29 km sydväst om huvudstaden Seoul.